# S.U.S.
S.U.S. è un singolo della cantante azera Aygün Kazımova, pubblicato il 27 agosto 2017.

## Video musicale
Il video musicale è stato pubblicato il 27 agosto 2017 su YouTube. È stato girato a Baku, in Azerbaijan, ed è stato diretto dal regista georgiano Nestan Sinjikashvili.

## Tracce
1. S.U.S. (versione singolo [4]) – 3:52
2. S.U.S. (versione remake [5]) – 4:06